# بیش‌خوری
بیش‌خوری (به انگلیسی: Overeating) زمانی اتفاق می‌افتد که فرد کالری بیشتری نسبت به انرژی مصرف شده از طریق فعالیت بدنی یا دفع آن از طریق دفع مصرف می‌کند که منجر به افزایش وزن و اغلب چاقی می‌شود. پرخوری مشخصه بارز اختلال پرخوری است.
این اصطلاح همچنین ممکن است برای اشاره به دوره‌های خاصی از مصرف بیش از حد استفاده شود. به عنوان مثال، بسیاری از مردم در طول جشنواره‌ها یا در تعطیلات بیش‌خوری می‌کنند.
بیش‌خوری می‌تواند نشانه‌ای از اختلال پرخوری یا پرخوری عصبی باشد.
بیش‌خوری‌های اجباری زمانی که استرس دارند، از حمله‌های افسردگی رنج می‌برند و احساس درماندگی دارند، برای آرامش خود به غذا وابسته هستند.
در یک مفهوم گسترده‌تر، غذای بیش از حد شامل تجویز بیش از حد غذا از طریق روش‌های دیگر غیر از خوردن، به عنوان مثال از طریق تغذیه تزریقی است.

## درمان
درمان شناختی رفتاری، درمان فردی و گروه درمانی اغلب برای کمک به افراد برای پیگیری عادات غذایی خود و تغییر روش مقابله با شرایط دشوار سودمند هستند. اغلب پرخوری و پرخوری مرتبط با رژیم غذایی، مسائل مربوط به تصویر بدن و همچنین فشارهای اجتماعی است.
چندین برنامه ۱۲ مرحله‌ای وجود دارد که به بیش‌خوری‌ها کمک می‌کند، مانند افراد پرخور ناشناس یا معتادان غذایی در بازیابی ناشناس و دیگران. با تحقیقات و مطالعات مختلف کاملاً مشخص است که بیش‌خوری باعث بروز رفتارهای اعتیادآور می‌شود.
در برخی موارد، بیش‌خوری با استفاده از داروهای شناخته شده به عنوان آگونیست‌های دوپامین، مانند پرامی‌پکسول، مرتبط است.